# 1984년 뉴욕 영화 비평가 협회상
제50회 뉴욕 영화 비평가 협회상은 1984년 영화를 대상으로 하는 시상식이다.

## 수상 및 후보

### 작품상
- 인도로 가는 길

### 감독상
- 인도로 가는 길 - 데이빗 린 수상

### 각본상
- 마음의 고향 - 로버트 벤튼 수상

### 여우주연상
- 인도로 가는 길 - 페기 아쉬크로프트 수상

### 남우주연상
- 두 영혼의 남자 - 스티브 마틴 수상

### 여우조연상
- 위험한 유혹 - 크리스틴 라티 수상

### 남우조연상
- 타잔 - 크리스토퍼 램버트 편 - 설 랄프 리차드슨 수상

### 촬영상
- 킬링 필드 - 크리스 멘지스 수상

### 다큐멘터리상
- 하비 밀크의 시간들

### 외국영화상
- 시골의 어느 하루